# Escola d'Art de Saldus
L'Escola d'Art de Saldus (en letó: mākslas Saldus skola) és una escola d'art situada a Saldus, Letònia i fundada el 1984. Prop de 130 estudiants des de l'edat de vuit a setze anys assisteixen a l'escola, després de les seves classes de formació a l'escola normal, tres cops a la setmana.

## Procés d'aprenentatge
L'escola d'art de Saldus és un centre d'ensenyament amb un pla d'estudis d'una durada de set anys en què s'imparteixen les matèries de dibuix, pintura, escultura, introducció al llenguatge de l'art, composició i treballs pràctics amb els materials. Els estudiants participen en estudis de la natura, amb un pràctica durant el mes de juny de cada estiu. Realitzen les seves peces de graduació a l'últim semestre del setè any escolar, amb pintures murals, ceràmiques, mosaics, gràfics i d'altres obres d'art en llocs públics.